# 樟村镇
樟村镇，是中华人民共和国江西省上饶市玉山县下辖的一个乡镇级行政单位。

## 行政区划
樟村镇下辖以下地区：
樟村社区、方村社区、青山坝村、进士村、墩头村、双溪村、营盘村、百果村、南源村、雁门村、茹茅村和广平村。